# Горняк (Сернурський район)
Горня́к (рос. Горняк, марій. Горняк) — селище у складі Сернурського району Марій Ел, Росія. Входить до складу Чендемеровського сільського поселення.

## Населення
Населення — 315 осіб (2010; 281 у 2002).
Національний склад (станом на 2002 рік):
- марі — 88 %